# Ravnik (priimek)
Ravnik je priimek več znanih Slovencev:
- Ana Hinterlechner Ravnik (1928—2017), geologinja, petrologinja
- Anton Ravnik (1898—?), veterinar
- Anton Ravnik (1895—1989), pianist, zborovodja in glasbeni pedagog
- Anthony S. Ravnik (*1933)
- Barbara Ravnik - Toman (*1956), arheologinja, muzealka
- Benjamin Ravnik, alpinist
- Čedomir Ravnik (1926—2017), stomatolog, univ. profesor
- Danilo Ravnik (1923—2016), geofizik
- Dean Ravnik (*1954), anatom
- Franjo Ravnik (1832—1883), duhovnik, šolnik in narodni buditelj
- Gregor Ravnik (*1993), pevec tenorist (klasični in pop)
- Igor M. Ravnik, zdravnik pediater, nevrolog (epileptolog)
- Janez Ravnik (*1929), slikar, likovni pedagog
- Janez Ravnik (*1942), industrijski oblikovalec (Elan)
- Janko Ravnik (1891—1982), pianist, skladatelj, glasbeni pedagog, fotograf, filmski režiser
- Janko Ravnik (1889—?), puškar
- Jure Ravnik (*1973), strojnik, fizik, profesor na Fakulteti za strojništvo, UM
- Jurij Ravnik (*1979), plezalec, avtor vodnikov
- Ludvik Ravnik (1922—2016), zdravnik urolog, kirurg
- Maja Ravnik, zdravnica internistka onkologinja
- Mateja Ravnik, arheologinja
- Matjaž Ravnik (1953—2009), reaktorski fizik, okoljski publicist
- Metka Ravnik Glavač (*1957), biokemičarka, epigenetičarka, univ. prof.
- Miha Ravnik (1938—2021), politik, gospodarstvenik
- Miha Ravnik (*1981), fizik, prof. FMF
- Mojca Ravnik (*1947), etnologinja
- Ruda Ravnik Kosi (*1944), harfistka, pedagoginja
- Tatjana Tomazo-Ravnik (*1946), fizična antropologinja
- Urška Ravnik Verbič (*1980), veterinarka za male živali
- Viktor Ravnik (*1941), hokejist
- Vladimir Ravnik (1924—2017), botanik, ilustrator
- Zdravko Ravnik, planinec
- Zora Ravnik (1892—?), športnica